# Rarefish

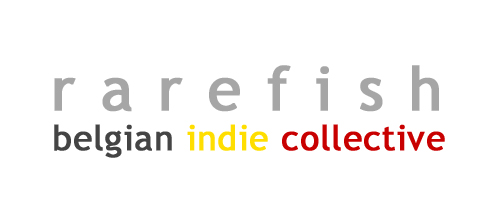
Logo van het Rarefishcollectief

Rarefish is een voormalige groep Belgische muzikanten en muziekgroepen rond het muziekgenre indie. Rarefish organiseerde optredens en bracht compilaties uit en was voornamelijk actief in Brussel en Antwerpen. Op het internet was het aanwezig met een forum.

## Geschiedenis
Rarefish werd in de zomer van 2002 opgericht door de vier leden van de Zaventemse postrockgroep A December Lake. De leden van het Rarefishcollectief wisselden regelmatig. Tot de leden behoorden Wixel, Nilo, SimpleSongs, Sielveen Riefman en Steamer Cry Wolf.
In 2002 splitste een klein deel van Rarefish zich af op initiatief van Bart Dujardin en hergroepeerde onder de naam Je M'en Fish. Het Je M'en Fish-collectief groeide uit tot een promotiekanaal voor Belgische en buitenlandse elektronicamuzikanten.

## Leden in december 2006

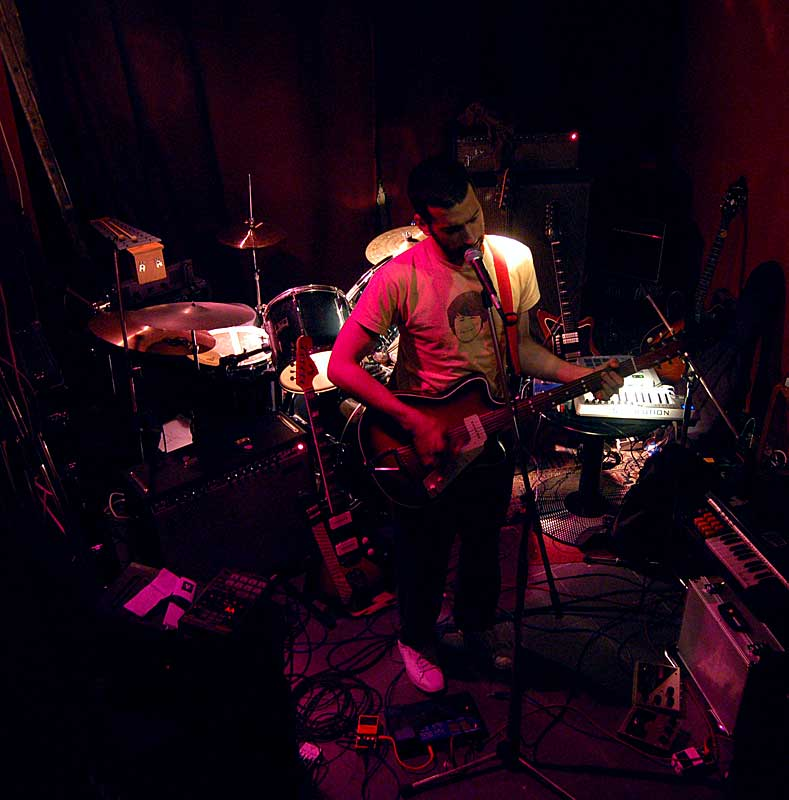
Nilo live op Undercurrent, Antwerpen 2006

- Balderdash
- Elton Vincent
- Feuerbach
- Guernica
- I Love Sarah
- Jay Phlitman & Kim Kangaroo
- jozefaleksanderpedro
- Kobus
- Naifu

- Natilla
- Nilo
- Penguins Know Why
- Sielveen Riefman
- SimpleSongs
- Steamer Cry Wolf
- Tomàn
- Wixel
- Yuko

## Catalogus
- Rarefish Sampler #1 - cd-r (2002)
  - met bijdragen van Aberdeen Loving Gods, Nilo, Land, A December Lake, Triii, Wixel, SimpleSongs, Psy'Aviah, jezusleeft.be, Tankhalle, hlm, pg213 en Mastasini.
- Rarefishmp3_v1 - webrelease (2003)
  - met bijdragen van Land, Sielveen Riefman, Feuerbach, Roy, NonDestructiveTesting, Jay Phlitman & Kim Kangaroo, Wixel, Roadhouse Libra, Sleepy Lili, aMute en Lume.
- Rarefish Sampler #2 - cd-r (2004)
  - met bijdragen van Kobus, Tomàn, I Love Sarah, Wixel, Lume, Steamer Cry Wolf, Goldfish Liberation Front, Aberdeen Loving Gods, Feuerbach, The Royce, Sleepy Lili, Roadhouse Libra, Naifu, Nilo, Jay Phlitman & Kim Kangaroo, Sepia Hours, Dardadrome en SimpleSongs.
- Rarefish Sampler #3 - cd-r (2006)
  - met bijdragen van Yuko, I Love Sarah, SimpleSongs, Keiki, Kobus, jozefaleksanderpedro, Penguins Know Why, Sielveen Riefman, Nilo, tRAM, Elton Vincent, Guernica, Steamer Cry Wolf, tomàn, Naifu, Natilla, Balderdash, Jay Phlitman & Kim Kangaroo en Wixel.

## Concertavonden

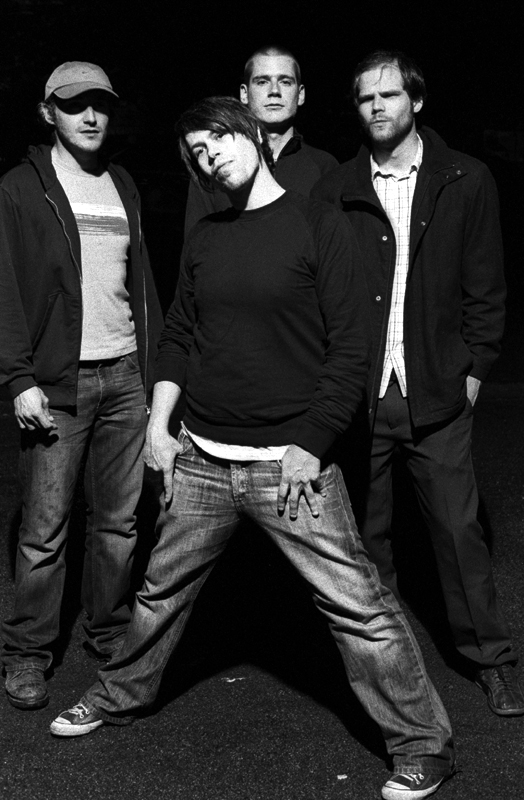
Postrockband Willo The Wisp

Op regelmatige basis werden door het collectief concertavonden georganiseerd, voornamelijk in Antwerpen en Brussel. Hierbij kwamen zowel eigen leden, bevriende bands als internationale artiesten aan bod. Vanaf september 2004 werden de meeste Rarefishconcerten in Antwerpen georganiseerd onder de naam Undercurrent. Daarenboven ontvingen enkele leden vanaf 2005 regelmatig buitenlandse indierockgroepen in Nossegem (Zaventem).
- Rarefish Night #1 - Café De Muziekdoos, Antwerpen - 9 nov. 2002 - SimpleSongs, Nilo, Sodatune en Superbox.
- Rarefish Night #2 - JH Kwamma, Wemmel - 2 feb. 2003 - SimpleSongs en Nilo.
- Rarefish Night #3 - JH Tongeluk, Ganshoren - 15 feb. 2003 - Roy, A December Lake, Mastasini, jezusleeft.be en pg213
- Rarefish Night #4 - Kelder Bierland, Antwerpen - 22 feb. 2003 - Land, Aberdeen Loving Gods, A December Lake, Mastasini, Tom Sweetlove en Roy. Tijdens deze avond werd ook een documentaire over Sonic Youth, Lovefields from a Sonic Dream (Jef Mertens), uitgezonden.
- Rarefish Summer Evenings - Café Dada, Brussel - 24 juli 2003 en 28 aug. 2003 - Aberdeen Loving Gods en A December Lake.
- Rarefish Night #5 - Café De Muziekdoos, Antwerpen - 27 sept. 2003 - Mastasini, SimpleSongs en Wio.
- Rarefish Night #6 - JH Nootuitgang, Edegem - 4 okt. 2003 - Goldfish Liberation Front en Roy.
- Rarefish Night #7 - KultuurKaffee, Brussel - 6 okt. 2003 - Sutrastore, Roadhouse Libra, Willo The Wisp en Frame 313. In samenwerking met Je M'en Fish.
- Rarefish Night #8 - Negasonic Club, Aalst - 14 nov. 2003 - Aberdeen Loving Gods en Steamer Cry Wolf.
- Post-Rock Show - Sojo, Leuven - 15 nov. 2003 - Tom Sweetlove, We vs. Death, A December Lake en Sweek. Een samenwerking met Drikgigs en Radio Scorpio.
- Xiu Xiu show - The Frontline, Gent - 4 mei 2004 - Wixel, Cavemen Speak, Bleubird en Xiu Xiu. Een samenwerking met Silverskull en (k-raa-k)³.
- 2 Years of Rarefish - Dame Blanche studios, Brussel - 25 sept. 2004 - Naifu, Sepia Hours, Norfolk en SimpleSongs. Ter gelegenheid van het tweejarig bestaan van het collectief.
- Bruxelles vs. Antwerpen - Péniche Fulmar, Brussel - 26 feb. 2005 - Elton Vincent, Sleepy Lili, SimpleSongs en Naifu.
- Singersongwriter Night - Péniche Fulmar, Brussel - 15 okt. 2005 - Nilo, SimpleSongs, Sleepingdog en Winter + Louise.
- Rarefish Night - Péniche Fulmar, Brussel - 3 juni 2006 - Naifu, tRAM en I Love Sarah.
- Rarefish Night - Péniche Fulmar, Brussel - 9 aug. 2006 - Keiki, Low Allies en Yuko.
- Rarefish @ Dendersessies - Houtkaai, Aalst - 25 nov. 2006 - Guernica, Penguins Know Why, Steamer Cry Wolf en alostasouls soundsystem.
- MiniRareFishNight - The Bottom Line, Antwerpen - 2 dec. 2006 - Natilla en No Band.

## Rarefish Festival

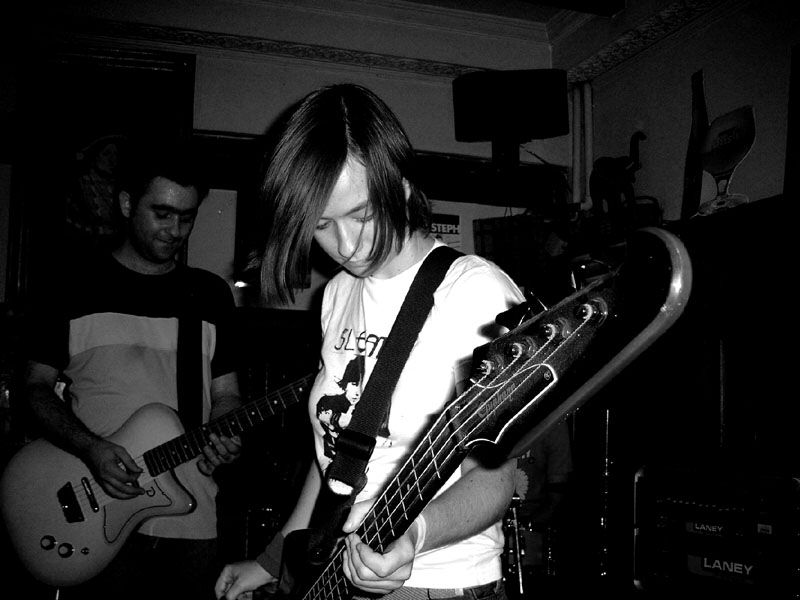
A December Lake, de oprichters van Rarefish, live in Brussel

Op 8 oktober 2005 werd in de Brusselse club Magasin 4 een eerste Rarefish Festival georganiseerd. Die avond passeerden acht bands, verdeeld over twee podia. Op de affiche stonden tomàn, Sleepy Lili, Wixel, I Love Sarah, Naifu, Feuerbach, SimpleSongs en Elton Vincent. Rarefish zorgde die avond naar eigen zeggen voor een wereldprimeur: bezoekers konden er gratis mp3's van de leden op hun iPod of mp3-speler laten laden.
Een tweede editie vond plaats op 24 november 2006, wederom in Magasin 4. Weer stonden acht muziekgroepen geprogrammeerd: Balderdash, Natilla, Penguins Know Why, Steamer Cry Wolf, jozefaleksanderpedro, Guernica, tomàn en Wixel.

## Nevenprojecten
- Undercurrent: maandelijkse concertavonden in Antwerpen.
- Club au contraire: regelmatige concertavonden in JH Integendeel in Nossegem (Zaventem).
- Radio Rarefish: radioprogramma op de lokale Antwerpse zender Radio Centraal.
- Kaspar Hauser Records: onafhankelijk cd-r-label uit Antwerpen.
- Storing: online muziekmagazine.
- Pumpinyrchest: een gezamenlijke blog met andere spelers uit de Belgische indiewereld. Voornamelijk voor het aankondigen van concerten en releases.